# Еврокалкулатор
Еврокалкулатор е популярен тип калкулатор в държавите от Еврозоната, приели еврото за своя официална национална валута.
Прилича и има функции на нормален калкулатор, но освен това има специални функции, свързани с превръщането на предишната валута в евро (например в случая на Испания това е преизчисляването на суми, номинирани в испанска песета, в евро) или обратно – на евро в предишната валута.
Ползата от такъв калкулатор е обикновено в първите месеци на транзитивния период, при финансови операции, свързани с валута.
Еврокалкулатор може да се намери и в страни извън еврозоната – в страни, където еврото има сравнително силно присъствие.
С масовото навлизане на мобилни устройства и приложения, използването на хардуерен калкулатор се обезсмисля, като потребителите използват софтуерни евро калкулатори на компютрите и мобилните си устройства.   